# Estérel (ferry)
Pour les articles homonymes, voir Estérel.
Cet article concerne le ferry mis en service en 1981. Pour le cargo de 1967, voir Estérel (navire).
L‘Estérel est un ferry construit de 1980 à 1981 par les chantiers Dubigeon de Nantes pour la Société nationale maritime Corse-Méditerranée (SNCM). Mis en service en mai 1981 sur les lignes de la continuité territoriale entre le continent français et la Corse, il est principalement affecté aux traversées de jour au départ de Nice. Supplanté en 1996 par les navires à grande vitesse de la SNCM, il est cédé à l'armateur britannique CENARGO l'année suivante et intègre la flotte de la compagnie marocaine Ferrimaroc qui l'exploite entre le Maroc et l'Espagne sous le nom de Mistral (arabe : ميسترال, Mystral). Revendu en 2005 à la Compagnie marocaine de navigation (Comanav), il est renommé Mistral Express (arabe : ميسترال إكسبريس, Mystral 'Iiksbaris) et affecté sur les mêmes lignes que son précédent opérateur. Sa carrière est toutefois interrompue en 2012 à la suite de la faillite de son armateur. Immobilisé à Nador, il sera finalement acheminé au chantier turc d'Aliağa en 2016 pour y être démoli.

## Histoire

### Origines
À la fin des années 1970, la SNCM emploie sur ses liaisons entre Nice et la Corse les car-ferries de jour Corse et Comté de Nice. Si les performances de ces navires, mis en service en 1966 par la Compagnie générale transatlantique, s'avèrent toujours satisfaisantes après dix ans de navigation, leur confort est cependant jugé sommaire, notamment en raison de leurs installations composées uniquement de places en fauteuils Pullman. De plus, les prévisions de l'évolution du trafic démontrent qu'à terme, la capacité de ces navires sera inadaptée. C'est dans cette optique qu'au début de la décennie, la CGTM, entité précédant la SNCM, avait fixé leur remplacement pour l'horizon 1982 et une date similaire a également été retenue dans le plan d'entreprise de la compagnie, présenté aux instances de l'État en 1978. Conformément à ce plan, un premier car-ferry de grande capacité doit être mis en service pour l'été 1981 en remplacement du Corse ou du Comté de Nice. L'objectif principal de ce futur navire est ainsi, tout comme ses prédécesseurs, la desserte intensive de la Corse depuis Nice au cours des trois mois d'été, majoritairement de jour, dans des conditions de transport drastiquement améliorées par rapport aux navires de la précédente génération. À cet effet, dès l'été 1978, la direction de la SNCM crée en interne une commission d'étude qui réalisera un voyage en Europe du Nord afin de visiter d'autres navires et s'inspirer de leurs installations. C'est à l'occasion de ce voyage que le futur navire de jour est défini dans ses grandes lignes. Avec une capacité passagère arrêtée à plus de 2 200 personnes, la capacité de roulage se doit de respecter un certain ratio afin de correspondre à la tendance du trafic. C'est ainsi que la surface consacrée aux garages va être d'une importance jusqu'ici jamais vue sur un navire de la SNCM avec trois ponts entiers, de quoi transporter 700 véhicules. Afin d'assurer le chargement d'un volume aussi conséquent dans les meilleures conditions, il est prévu que le garage soit accessible au moyens de deux portes-rampes arrières, permettant l'accès simultané de quatre files de véhicules, et d'une porte avant. En raison des dimensions, encore restreintes à cette époque, de la plupart des ports corses, la longueur est limitée à 145 mètres, ce qui aura pour principal effet de conférer au navire une allure particulièrement massive en raison de son vaste garage. À l'instar du futur Cyrnos, les aménagements vont être conçus selon le modèle des « trains des mers » avec des installations calquées sur celles des trains de la SNCF. Ainsi, la grande majorité sera composée de fauteuils Pullman, répartis au sein de deux salons de 2de classe et un de 1re classe, équipés de petites tables installées de manière à donner l'apparence d'un salon ou d'un bar. Ces salons fauteuils seront également complétés par des places en compartiments qui pourront être convertis en cabines, ce qui permettrait une exploitation du navire en traversée de nuit depuis Marseille ou Toulon. Les passagers auront également à leur disposition des parties communes telles qu'une brasserie-bar de 300 places faisant aussi office de self-service, un cinéma de 150 places inspiré de celui présent à bord du Napoléon ainsi qu'une petite discothèque. La majorité des ponts extérieurs, dont quelques uns abrités du vent, seront accessibles aux passagers qui pourront profiter de nombreuses places assises. Sur le plan technique, enfin, dans l'optique de réaliser jusqu'à trois rotations par jour, le navire devra atteindre une vitesse suffisante de l'ordre de 23 nœuds.
Une fois les caractéristiques définies, le projet est avalisé le 29 janvier 1979 par les instances de l'État et le 8 février suivant pour le conseil régional de la Corse. Le 1er février, Jacques Ribière, président de la SNCM, demande auprès du ministre des Transports l'autorisation de passer commande du futur navire de jour pour garantir une livraison pour le printemps 1981. En parallèle, un appel d'offres est lancé afin de déterminer le constructeur. À l'instar des derniers car-ferries de la flotte, la construction s'effectuera finalement aux chantiers Dubigeon de Nantes. Après réception le 18 juin d'une lettre commune des ministères des Transports et du Budget invitant la SNCM à passer commande du navire, le contrat de construction est signé le 16 juillet,. Le nom de la nouvelle unité, destinée à remplacer le Corse, est dévoilé le 10 décembre, celle-ci sera nommée Estérel, nom précédemment porté par le premier cargo à manutention horizontale de la Transat, mis en service en 1967 et retiré en 1974.

### Construction
L’Estérel est mis sur cale à Nantes le 12 mars 1980 puis lancé le 26 septembre après six mois de travaux intensifs. Au cours de la mise à l'eau, un incident imprévu se produit, en raison de la rupture d'un câble de freinage des blocs tribord, le navire gîte sur tribord de 7° à son entrée dans la Loire, provoquant le frottement de la coque contre le radier de la cale. Fort heureusement, cet incident sera sans conséquence pour la suite des opérations et les dommages limités. À la suite de cela, les travaux de finition se poursuivent au quai d'armement puis le navire effectue ses essais en mer au large de Saint-Nazaire du 14 au 17 avril 1981. À son retour dans l'enceinte du chantier à Nantes, le car-ferry heurte une berge de la Loire sur son arrière au cours de sa manœuvre d'accostage, ce qui provoque une avarie au niveau de l'hélice tribord. Une fois achevé, l’Estérel est livré à la SNCM le 30 avril 1981.

### Service

#### SNCM (1981-1997)
Le 30 avril 1981, jour même de sa livraison, l’Estérel, sous les ordres du commandant Castelli, quitte Nantes à 16 h 15 pour rejoindre Marseille, arborant à l'occasion le grand pavois et en saluant la ville de trois coups de sirène. Après un voyage effectué à 24 nœuds en moyenne, il entre pour la première fois dans son port d'attache le 4 mai à 5 h 45. Une heure plus tard environ, l’Estérel rejoint la forme no 9 afin de notamment remplacer l'hélice tribord endommagée durant les essais. Le navire quitte ensuite la forme le 6 mai à 17 h, et vient s'amarrer au poste 86. Après avoir été présenté le 8 mai aux principales instances de la région, l’Estérel appareille le lendemain pour une sortie en mer vers les îles d'Hyères de 10 h 30 à 18 h avec à son bord plus de 2 000 personnes.
Le 11 mai, le navire quitte Marseille pour sa première traversée commerciale à destination de Bastia. Grâce à sa vitesse de l'ordre de 23 nœuds, il parvient à effectuer la traversée en 9 h 30 au lieu des plus de 10 heures habituelles. Le 15 mai, l’Estérel est baptisé et béni à Nice par Mgr Ghiraldi, vicaire général du diocèse de Nice. La marraine du navire est Mme Ippolito, épouse du président de la CCI de Nice. Une sortie en mer le long de la Riviera est ensuite effectuée de 13 h à 16 h. En prévision de l'arrivée de l’Estérel, de nouvelles infrastructures portuaires avaient été réalisées à Nice afin de permettre sa venue. Initialement, il était prévu qu'un nouveau port soit aménagé près de l'aéroport mais les travaux ont été interrompus et le projet annulé à la suite du tsunami du 16 octobre 1979. À partir du mois de juin, le navire entame sa première saison estivale au départ de Nice en remplacement du Corse et dessert les ports de Bastia, L'Île-Rousse et Ajaccio en tandem avec le Comté de Nice dans un premier temps.
Au mois de juin 1983, le navire est rejoint par son sister-ship le nouveau Corse. La mise en service de ce jumeau intervient toutefois à une période marquée par un contexte politique tendu en Corse qui s'accompagne d'une baisse de 12% du trafic, en particulier sur les liaisons au départ de Nice où l'offre se révèle nettement supérieure à la demande en raison de l'alignement de ce nouveau navire. En conséquence, l’Estérel va, au cours des saisons suivantes, se partager entre les lignes de la Corse et de l'Afrique du Nord.
De par son importante capacité d'emport, aussi bien passagère que véhicules, l’Estérel va à plusieurs reprises durant sa carrière être affrété par les instances de l'État afin de convoyer des effectifs militaires dans le cadre d'opérations. Ainsi le 8 mars 1984, le navire, sous les ordres du commandant Josiano, est une première fois affrété afin de rapatrier 523 militaires de la FINUL basés au Liban. À cet effet, il appareille de Toulon le 19 mars et rejoint le port de Larnaca à Chypre. De là, le navire effectue deux allers-retours sur Beyrouth, puis regagne Toulon en faisant escale à Kalí Liménes en Crète afin d'avitailler. La mission s'achève le 31 mars au retour de l’Estérel à Toulon.
Le 11 juillet 1986, alors que le navire vient d'appareiller d'Alger, un appel de détresse provenant du cargo Germania est reçu par l'équipage. Arrivé sur à la position indiquée, le cargo a déjà sombré et ses dix membres d'équipage, évacués sur un radeau pneumatique, sont transférés à bord du ferry.
Le 18 mai 1989, après avoir cédé sa place au nouveau navire amiral Danielle Casanova au quai l'Herminier et mouillé dans le golfe d'Ajaccio, l’Estérel escorte le dernier né de la flotte lors de sa sortie jusqu'au niveau des calanques de Piana. Quelques jours plus tard, le 21 mai, l'équipage de l’Estérel est alerté à 5 h 50 par VHF par le Marion Dufresne, navire océanographique et ravitailleur des TAAF, rencontrant des difficultés et demandant assistance. Après avoir débarqué ses passagers à Ajaccio, l’Estérel fait route vers le Marion Dufresne afin de le prendre en remorque et l'acheminer en lieu sûr dans le golfe d'Ajaccio.
Plus tard cette même année, du 26 au 30 décembre, l’Estérel est affrété afin d'acheminer en Libye la caravane du Rallye Dakar et embarque à cet effet six hélicoptères, 150 motos, 209 voitures et 72 camions. Le navire appareille ensuite de Marseille à destination de Tripoli, accompagné par le Danielle Casanova.
Durant un arrêt technique effectué du 24 mars au 26 avril 1990, la partie arrière de l’Estérel est modifiée, le self-service est rénové et un bar de 180 places est aménagé à proximité. Enfin, la coque blanche du car-ferry est repeinte aux nouvelles couleurs de la SNCM avec une bande bleue turquoise le long des sabords du pont D et l'inscription de la marque commerciale « SNCM Ferryterannée » sur ses flancs. À cette même période, il est également envisagé de procéder à une jumboïsation du navire, ainsi que de son jumeau le Corse, à l'instar de ce qui a été fait sur le Cyrnos, rebaptisé Île de Beauté et allongé d'une vingtaine de mètres. Ces travaux permettraient alors d'accroître leur capacité passagers et véhicules mais surtout de pouvoir installer des cabines plus confortables au standard du Danielle Casanova dans un contexte où la clientèle devient de plus en plus exigeante en matière de confort. Le projet ne verra finalement jamais le jour.
Le 21 septembre 1990, à l'issue de la saison estivale, l’Estérel est de nouveau réquisitionné par l'État dans le cadre cette fois-ci de l'opération Daguet. À cet effet, le navire rejoint Toulon et accoste au quai d'Honneur de l'arsenal militaire. Le lendemain, 1 919 militaires et 117 véhicules embarquent à bord du car-ferry. Afin que tous les effectifs puissent bénéficier d'un couchage, 1 500 lits de camp supplémentaires sont installés, dont 1 100 au sein du garage supérieur du pont E, et douze douches provisoires sont aménagées sur le pont B. Le 24 septembre, l’Estérel appareille pour l'Arabie saoudite en partie sous escorte des avisos Drogou et Quartier-Maître Anquetil jusqu'à Port Saïd. Après avoir avitaillé, le navire franchit le canal de Suez et traverse la mer Rouge durant deux jours sous escorte militaire avant d'arriver à Yanbu le 30 septembre dans la matinée. Après une courte escale durant laquelle le contingent est débarqué, l’Estérel appareille en vue de son voyage retour vers la France en fin d’après midi et achève sa mission en arrivant à Toulon le 5 octobre.
Quelque temps plus tard, au mois de mars 1991, l’Estérel est encore une fois affrété afin d'effectuer une série de voyages vers Yanbu dans le but de rapatrier les soldats de la guerre du Golfe. Après avoir quitté Toulon le 17 mars 1991, traversé une nouvelle fois le canal de Suez et rejoint l'Arabie saoudite le 22, il reste à Yanbu jusqu'au 27 mars, date à laquelle il appareille pour Toulon avec 375 soldats à bord. Arrivé le matin du 1er avril au quai d'Honneur de l'arsenal de Toulon, il repart aussitôt le lendemain pour un second aller-retour et regagne la France le 14 avril, rapatriant cette fois 445 militaires et leur matériel. Le 8 mai, l’Estérel est de nouveau mis à disposition de l'armée et quitte Toulon le lendemain à midi avec à son bord 360 militaires et 685 tonnes de matériel qui sont débarqués le 12 mai à Alexandrette en Turquie dans le cadre d'une mission humanitaire pour le compte de l'ONU. Le navire poursuit ensuite son voyage vers le Koweit, atteint le 22 mai après une escale à Djibouti. 645 militaires, 43 véhicules et 253 tonnes de fret embarquent et repart en sens inverse dès le lendemain. Après avoir débarqué les militaires à Djibouti le 27 mai, l’Estérel regagne la France à vide et s'amarre le 3 juin à l'arsenal de Toulon. Cette longue mission achève la participation des navires de la SNCM à l'opération Daguet.
le 29 mars 1992, le navire est affrété par le ministère de la Défense dans le cadre de l'opération Amarante. Ainsi, l’Estérel quitte Marseille pour Toulon et appareille 31 mars pour Rijeka, en Yougoslavie, avec à son bord 556 militaires et leur matériel. Escorté par son sister-ship le Corse, l’Orage de la Marine nationale, ainsi que les cargos Cap Afrique et Unilifter. Le convoi arrive en Yougoslavie le 4 avril et l’Estérel fait escale jusqu'au lendemain avant de repartir vers Toulon. Le 9 avril dans la soirée, le navire appareille de Toulon pour un deuxième voyage vers Rijeka, acheminant cette fois-ci 384 militaires qui sont débarqués le 14 avril. L’Estérel termine ainsi ce qui sera sa dernière opération militaire et regagne Marseille.
Le 24 août 1994, alors que le navire effectue une rotation entre L'Île-Rousse et Nice, l'équipage reçoit avis de recherche concernant un individu s'étant éjecté d'un hélicoptère en difficulté au large de la Corse vers 14 h 30. Après avoir couvert une première zone dans l'après-midi, le navire est cependant contraint de reprendre sa route en raison de l'interruption temporaire des recherches due à la tombée de la nuit. À 23 h, après avoir quitté Nice pour Bastia, le navire se déroute de nouveau. À 1 h, des cris sont entendus par un marin depuis l'aileron bâbord de la passerelle et l'homme recherché est repéré. La procédure de sauvetage est immédiatement déclenchée, une bouée est jetée à la mer et le navire ralentit puis fait demi-tour afin de rejoindre le naufragé. Une fois celui-ci sorti de l'eau et hissé à bord, l’Estérel reprend sa route vers Bastia à 1 h 40.
Au début des années 1990, dans sa stratégie de développement, la SNCM s'était penchée sur l'hypothèse du remplacement des car-ferries de jour par des navires à grande vitesse, type de navire connaissant alors un engouement à travers toute la Méditerranée. Le projet concrétisé en 1994, il est alors envisagé de remplacer l’Estérel au départ de Nice par deux NGV dès 1996. Ainsi, le navire effectue en 1995 son ultime saison estivale sous les couleurs de la SNCM. Après une dernière rotation entre Nice et la Corse à destination d'Ajaccio le 16 septembre, l’Estérel est employé comme cargo mixte entre Marseille et Porto-Vecchio du 19 septembre au 3 octobre, date à laquelle il quitte définitivement la Corse. Le 5 octobre, le navire rejoint La Seyne-sur-Mer afin d'y être désarmé. Fin 1996, il est enregistré sous pavillon des Bahamas puis finalement vendu quelque temps plus tard, le 5 février 1997 à la société britannique CENARGO International. Le 14 février, le navire quitte La Seyne sur Mer pour Marseille afin de subir quelques travaux, puis quitte Marseille pour Barcelone le 5 mai.

#### Ferrimaroc/Comanav (1997-2016)

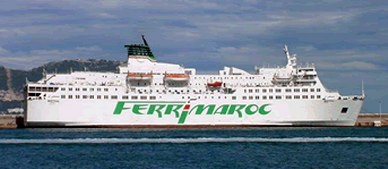
Le Mistral sous les couleurs de Ferrimaroc.

Livré à CENARGO en mai 1997, le navire est rebaptisé Mistral et intègre la flotte de la compagnie Ferrimaroc. Le nouveau propriétaire entreprend ensuite quelques modifications telles que le retrait du solarium abrité du vent sur le pont supérieur, l'ajout d'embarcations de sauvetage supplémentaires mais également le changement de livrée du navire. À la suite de ces travaux, le Mistral est positionné à partir du 20 juin entre le Maroc et l'Espagne sur la liaison reliant Nador à Almería.
En mars 2005, il est revendu à la Comanav qui le renomme Mistral Express. Avant toutefois d'entrer en exploitation pour son nouveau propriétaire, le navire est affrété pendant une vingtaine de jours par la compagnie espagnole Euroferrys qui l'emploie entre Algésiras et Tanger. Une fois rendu à la Comanav, il retourne sur son itinéraire initial entre Nador et Almería.

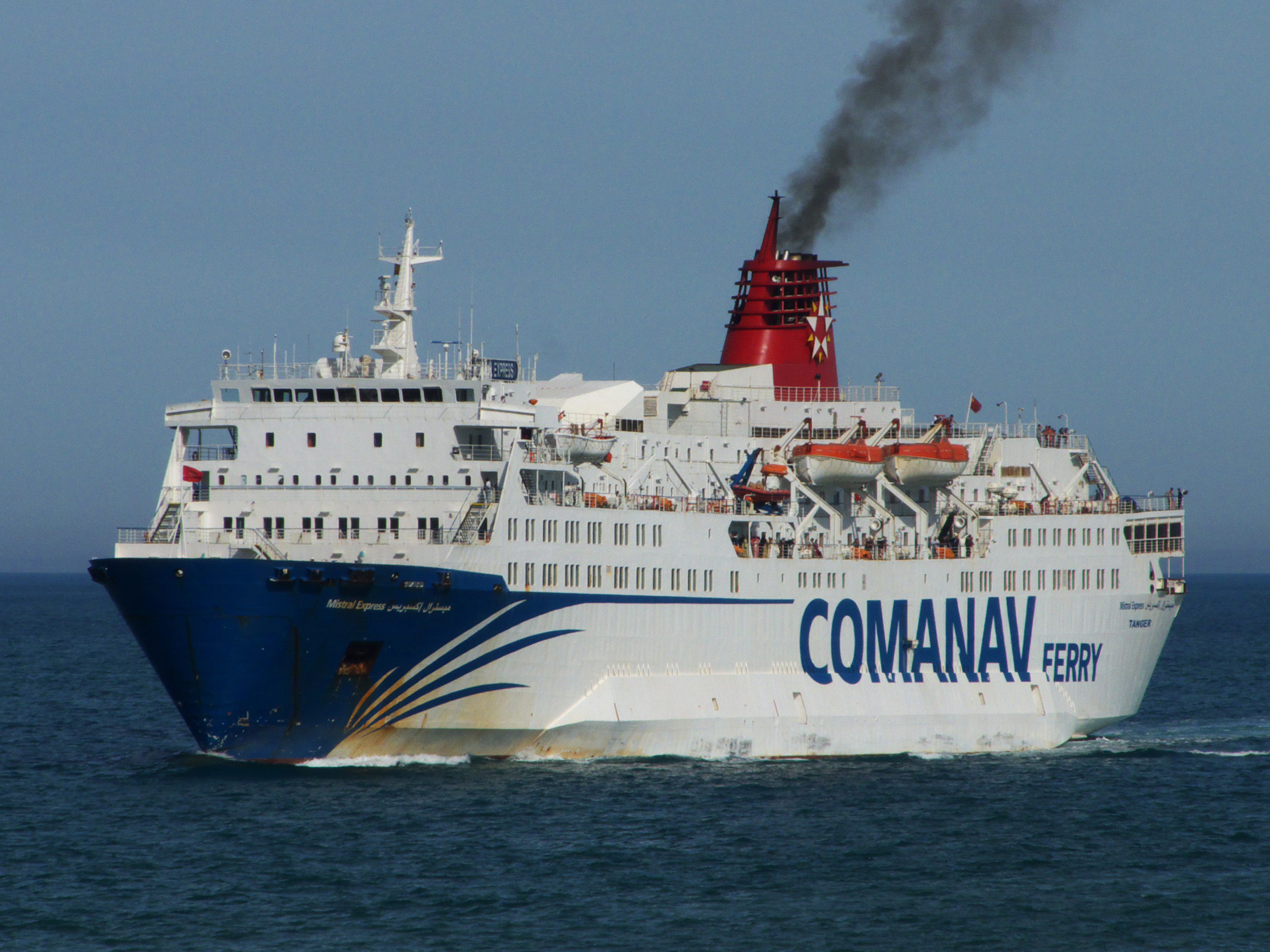
Le Mistral Express en 2010.

Le 15 février 2007, il s'échoue sur des rochers au large de Melilla mais est rapidement dégagé le 19 février.
En mars 2011, il participe à l'évacuation de la population syrienne vers l'Italie.
En 2012, les compagnies marocaines Comanav et Comarit rencontrent d'importantes difficultés financières et les navires sont bloqués à quai, les compagnies n'ayant plus les moyens de les faire naviguer, le Mistral Express est immobilisé à Nador.
En 2014, le tribunal de commerce de Tanger prononce la liquidation judiciaire des compagnies Comarit et Comanav et la saisie de l'intégralité des flottes des armateurs. En 2015, plusieurs navires de la Comarit et de la Comanav ont été depuis vendu à la démolition tel que le Biladi (ex-Liberté de la SNCM), le Berkane (ex-Napoléon de la SNCM). Le Mistral Express est annoncé comme vendu à un armateur italien en avril 2016. Le navire quitte finalement Nador le 12 juin 2016 pour rejoindre le chantier de démolition turc d'Aliağa en vue de sa démolition, chantier qu'il atteint aux alentours du 26 juin.

## Aménagements
L’Estérel possédait 11 ponts. Au début de sa carrière, ces ponts étaient désignés par ordre alphabétique du plus haut jusqu'au plus bas. Vers la fin des années 1990, ils seront finalement désignés par numérotation classique. Les installations des passagers occupaient la totalité des ponts 7 et 6 ainsi qu'une partie des ponts 8 et 2. L'équipage était pour sa part logé dans la totalité du pont 9. Les ponts 3, 4 et 5 étaient quant à eux entièrement consacrés au garage.

### Locaux communs
À sa mise en service, les aménagements de l’Estérel étaient en grande partie constitués de salons fauteuils répartis en deux classes. Un salon destiné à la 1re classe de 466 fauteuils Pullman était situé au pont D sur l'arrière tandis que deux salons à l'avant, l'un sur le pont D, l'autre sur le pont C et pouvant respectivement accueillir 477 et 573 passagers étaient réservés à la 2de classe. Le navire était également équipé de parties communes à tous les passagers telles qu'une brasserie-bar de 324 places située au pont C sur l'arrière, une salle de cinéma de 150 places sur le pont B, une boutique et une discothèque sur le pont D. Plusieurs solariums dont un abrité du vent étaient également proposés aux passagers au dernier pont.
En 1990, la brasserie-bar est transformée en un self-service de 290 places et un nouveau bar est installé à proximité.
Après les transformations de 1997 intervenues dans le cadre de la vente du navire à la compagnie Ferrimaroc, la disposition des installations n'est pas modifiées, les salons fauteuils et les espaces de restauration sont nommés d'après des villes marocaines et une salle de prière est également ajoutée au pont 7. Le solarium abrité du vent sera en revanche supprimé.

### Cabines
Principalement employé sur des traversées de jour, l’Estérel comptait initialement 139 compartiments de type SNCF. 41 compartiments situés sur le pont C étaient destinés aux passagers de 1re classe et 98 réservés aux passagers de 2de classe situés sur le ponts B et ainsi que sur le pont H, en dessous des garages.
Lors de ses services successifs pour les compagnies Ferrimaroc et Comanav, la disposition des cabines semble ne pas avoir été modifiée.

## Caractéristiques
L’Estérel mesurait 145 mètres de long pour 23,80 mètres de large, son tirant d'eau est de 6,30 mètres et son tonnage était initialement de 12 676 UMS à sa mise en service. Le navire avait une capacité de 2 286 passagers en traversée de jour et 2 072 passagers en traversée de nuit et est pourvu d'un garage pouvant contenir 700 véhicules. Il est le premier navire de la SNCM à proposer un garage réparti sur trois ponts dont l'accès s'effectue à l'arrière par deux portes-rampes parallèles de 14,50 mètres de haut et 5,80 mètres de large et à l'avant par un système d'ouverture par vantaux à la place de l'habituel casque d'étrave mobile. La propulsion de l’Estérel est assurée par quatre moteurs diesel Pielstick 16PC2-5, 16 cylindres en V, entrainants deux hélices à pales orientables KaMeWa faisant filer le navire à une vitesse de 23,5 nœuds. Le navire était doté de deux propulseurs d'étrave KaMeWa de 736 kW et d'un stabilisateur anti-roulis à 2 ailerons repliables ACH. Le navire disposait à sa mise en service de quatre embarcations ouvertes de sauvetage de petite taille, deux embarcations de secours semi-rigides ainsi que des radeaux de sauvetage. En 1997 ces dispositifs ont été complétés avec quatre embarcations fermées de grande taille. En 2005, le navire se voit ajouter deux caissons longitudinaux de stabilité anti-rouli sur ses flancs, ce qui augmente son tonnage qui passe à 12 686 UMS.

## Lignes desservies
- Pour la SNCM de 1981 à 1995 :

À sa mise en service, l'Estérel assure principalement en saison un service de rotations accélérées sur la Corse depuis Nice de manière combinée avec son sister-ship le Corse, tout comme ce dernier, il est parfois positionné sur les lignes de Marseille ou de Toulon et effectue occasionnellement des traversées vers le Maghreb, notamment hors saison à destination d'Alger, ou d'Oran. Dans les années 1990, le navire effectue les rotations Corse - Italie de la filiale Corsica Marittima sur la ligne Bastia - Livourne qu'il desservira en parallèle des traversées au départ de Nice jusqu'en 1995 aux côtés du Corse.
- Pour Ferrimaroc de 1997 à 2005 :

Sous les couleurs de Ferrimaroc, le navire, renommé Mistral est affecté à la ligne Alméria - Nador.
- Pour la Comanav de 2005 à 2012 :

Pour son service sous le nom de Mistral Express, le navire a tout d'abord assuré la ligne Algésiras - Tanger pour le compte de la compagnie Euroferrys, une fois rendu à la Comanav, le navire retourne sur la ligne Almeria - Nador jusqu'en 2012.